# Nave a rotore

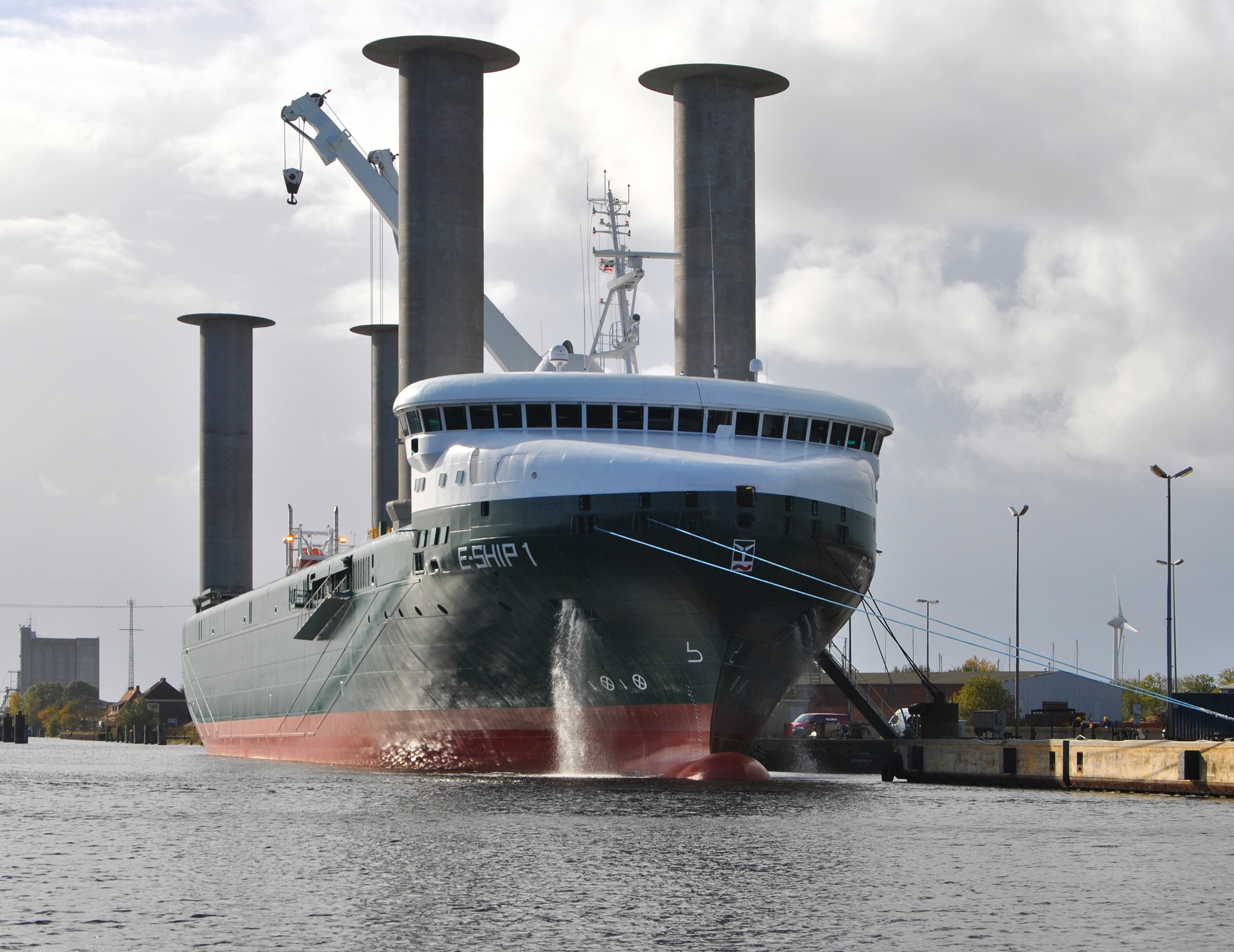
E-Ship 1 con rotori Flettner

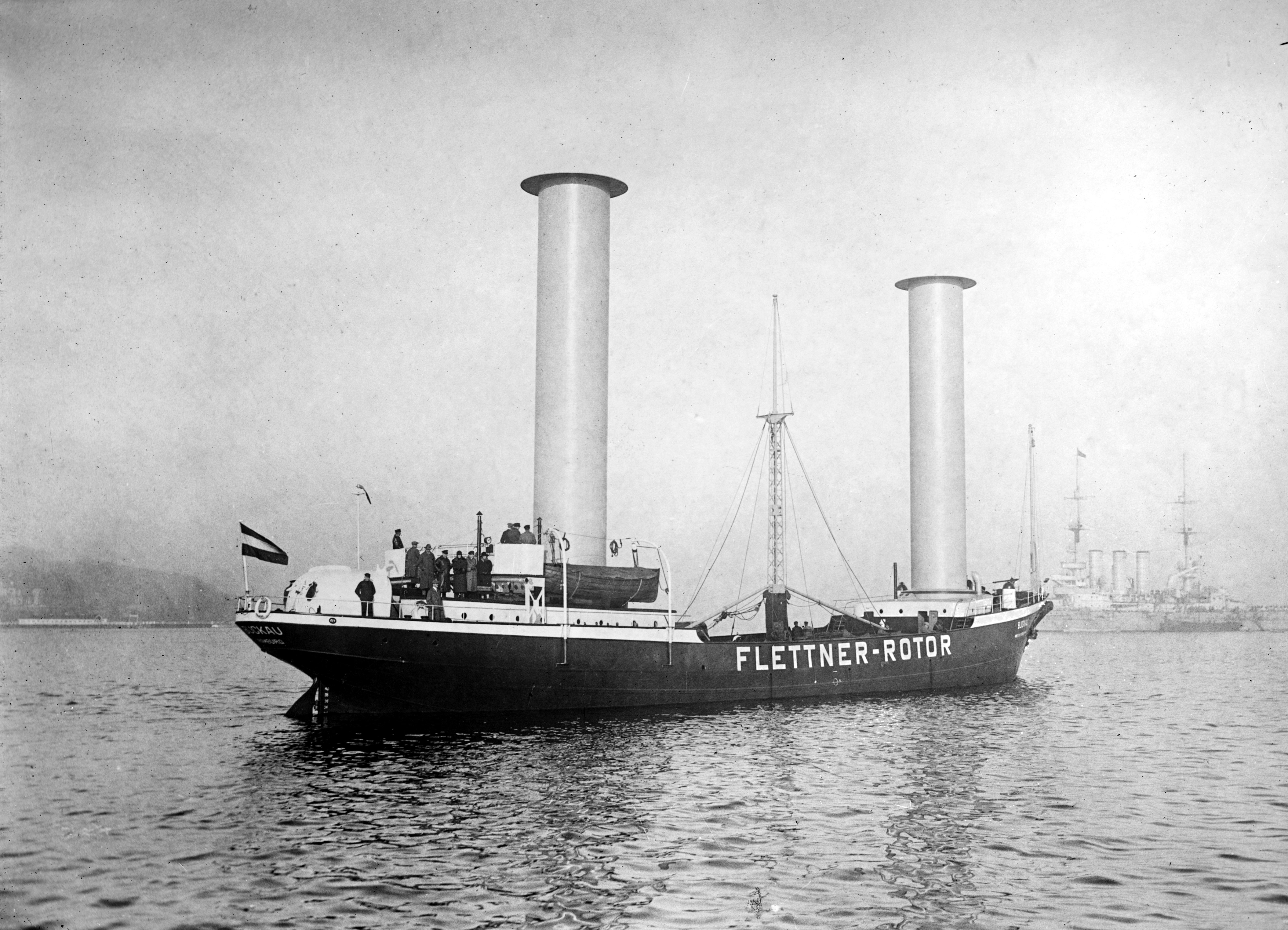
MS Buckau del 1924, prima nave con rotori Flettner

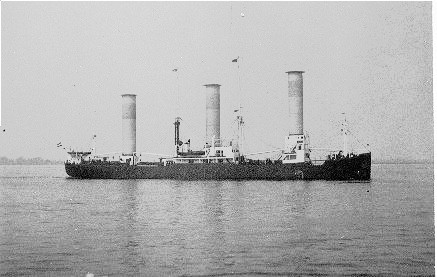
Barbara 1927

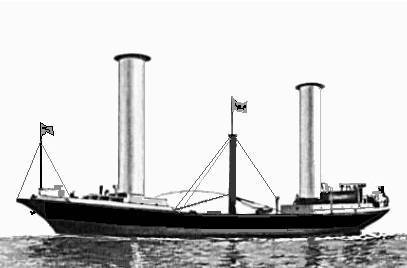
Disegno con una nave a rotore, forse Buckau o Baden-Baden

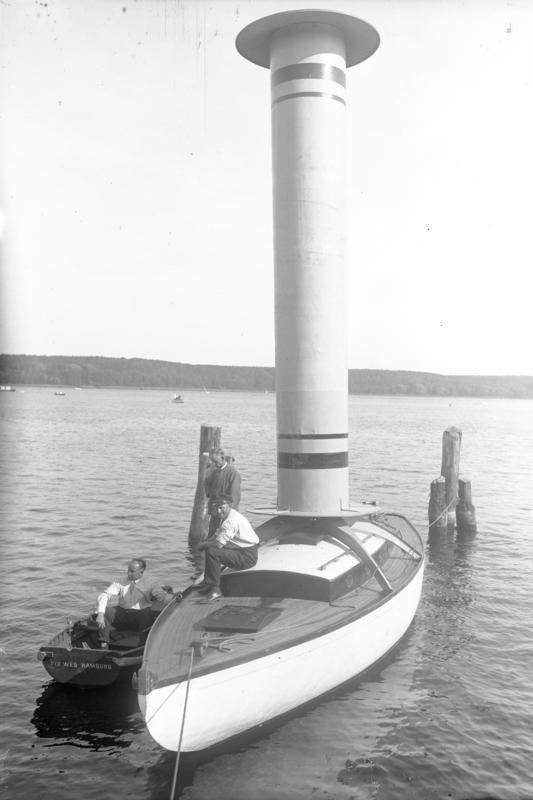
Yacht con rotore sul Wannsee

Una nave a rotore è una imbarcazione che utilizza per la sua propulsione uno o più rotori Flettner. 
Il principio di funzionamento è quello sviluppato da Anton Flettner.
Sono dotate anche di motori che aiutano nella propulsione mediante tradizionali eliche immerse, indispensabili nelle manovre di attracco.

## Storia
La prima nave realizzata fu nel 1924 da Anton Flettner con la Buckau, e la sperimentale della Reichsmarine Barbara.
In epoche recenti vennero ripresi i principi di Flettner a partire dal 1983, con la società americana Windship Development. Nel 1984 la britannica Gifford Technology di 
Southampton, mise un rotore Flettner di 11 m sulla Clipper Patricia del 1932.

## Navi con propulsione Flettner
- Buckau – 1924
- Barbara – 1926
- Alcyone (di J. Cousteau) – 1983
- Uni-Kat Flensburg (catamarano) – 2006
- E-Ship 1 – 2008
- Fehn Pollux – 2018
- Maersk Pelican – 2018